# Brita (Unternehmen)
Die Brita SE ist ein deutscher Hersteller von Trinkwasserfiltern mit Sitz in Taunusstein-Neuhof im Rheingau-Taunus-Kreis in Hessen. Die Anteile der SE werden vollständig von der Hanvest Holding der Familie Hankammer gehalten.

## Unternehmen
Das Familienunternehmen entwickelt, produziert und vermarktet Filter für Trinkwasser für den privaten und gewerblichen Gebrauch. Über Partnerschaften mit Herstellern von Haushaltsgeräten werden Filterkartuschen auch in fremde Geräte eingebaut. Dabei handelt es sich beispielsweise um Kühlschränke, Wasserkocherfilter oder Kaffeemaschinen. Zudem ist das Unternehmen 2010 in das Geschäft mit leitungsgebundenen Wasserspendern eingestiegen, die zum Beispiel in Büros, Industrie oder Bildungseinrichtungen eingesetzt werden.
Das Mutterunternehmen, die Hanvest Holding, ist in 69 Ländern mit Tochtergesellschaften oder Partnerunternehmen vertreten und beschäftigt weltweit über 2300 Mitarbeiter. Der Konzern erwirtschaftete im Jahr 2022 einen Gesamtumsatz von 691 Mio. Euro. Produziert wird in Deutschland, Großbritannien, China und Italien.

## Geschichte

### 1966–1980: Die Anfänge
Heinz Hankammer gründete das Unternehmen 1966 mit der Idee, herkömmliches Leitungswasser zu optimieren. Brita wurde nach der Tochter (* 1965) Hankammers benannt. Mit dem „AquaDeMat“ brachte das Unternehmen Brita erstmals ein Produkt auf den Markt, das Wasser für den Einsatz in Autobatterien entsalzte und zunächst an Tankstellen vertrieben wurde. Dessen Produktion wurde im Jahr 1967 zunächst im Garten des Unternehmers aufgenommen und bis 1970 wurden 100.000 Stück verkauft. Die Idee zur Erfindung des Tisch-Wasserfilters für den Haushalt hatte Heinz Hankammer im Jahr 1969 und legte damit den Grundstein für die Expansion des Unternehmens. Das Patent wurde 1970 angemeldet. Der Firmensitz des noch jungen Unternehmens wechselte in den ersten zehn Jahren. So war er 1971 in Taunusstein-Hahn und 1975 in Taunusstein-Wehen. Bedeutend für den frühen Erfolg des Unternehmens war die 1970 von Heinz Hankammer entwickelte Idee des sogenannten Teetests. Bei diesem werden zwei Tassen Tee direkt miteinander verglichen. Diese unterscheiden sich darin, dass eine Tasse mit gefiltertem und eine mit ungefiltertem Wasser gekocht wurde. Die Tasse mit gefiltertem Wasser zeigte keine Schlieren auf dem Tee und demonstriert, dass die Wasserhärte durch den Filter reduziert wurde.
1979 bot Brita die ersten austauschbaren Filterkartuschen an.

### 1981–1988: Das Unternehmen expandiert
Nachdem 1977 bereits der Vertrieb in Spanien und Großbritannien aufgenommen worden war, waren die beiden folgenden Jahrzehnte für BRITA, die 1980er- und 1990er-Jahre, durch Erschließung neuer, vor allem europäischer Ländermärkte als auch durch die Erweiterung des Produktportfolios geprägt. 1980 begann Brita die Ausweitung des Produktportfolios für gewerbliche Nutzung mit Wasserfiltern für Großgeräte, die in Hotellerie, Gastronomie, Catering und Vending (Heißgetränke-Automaten) eingesetzt. Diese schützen die Geräte vor Kalkablagerungen. Das sind beispielsweise Kaffeevollautomaten in Cafés, Kombidämpfer und Spülmaschine in der Restaurantküche oder Heißgetränkeautomaten in Firmen. Mit ihnen lässt sich die Wasserqualität individuell einstellen – und damit auch das Wasser für Getränkezubereitungen wie Kaffeekreationen geschmacklich verbessern. In Großbritannien gründete Brita 1980 die erste ausländische Tochtergesellschaft „Brita Water Filter Systems Ltd.“ In den Folgejahren gründete Brita weitere Tochterfirmen. 1987 wurde eine Tochtergesellschaft in der Schweiz gegründet und hier wurde auch 1993 der erste Produktionsstandort von Brita außerhalb Deutschlands geschaffen. Zu Beginn der 1990er-Jahre erfolgte eine Expansion nach Osteuropa, u. a. Russland und Litauen. 1999 wurde die polnische Tochtergesellschaft gegründet.
Seit 1992 werden austauschbare Kartuschen recycelt.

### 1999: Die nächste Generation übernimmt
1999 wurde das Unternehmen von Brita Wasserfilter-Systeme GmbH in Brita GmbH umfirmiert und die zweite Generation der Familie übernahm das Unternehmen. Seitdem ist Markus Hankammer Geschäftsführer der Brita GmbH. Heinz Hankammer wechselte als Vorsitzender in den damals neu gegründeten Aufsichtsrat der Brita GmbH. Ende 2013 gab er den Vorsitz des Aufsichtsrats an Moss Kadey ab. Im September 2016 verstarb Heinz Hankammer.

### Seit 2000: Entwicklung zum globalen Multiproduktunternehmen
Seit den 2000er-Jahren entwickelt sich das Unternehmen durch internationales Wachstum vor allem auch im asiatischen Raum, und durch Erschließung neuer Geschäftssegmente zu einem globalen Multiproduktunternehmen. 2004 begann Brita Partnerschaften mit Herstellern von Wasserfilterkochern, Espresso- und Kaffeemaschinen, Haushaltswasserspendern, Kühlschränken und fest in die Wasserleitung integrierten Wasserfiltern, um den Anwendungsbereich der Filterkartusche zu erweitern.
Weiterhin hat das Unternehmen seit 2010 das Segment der leitungsgebundenen Wasserspender aufgebaut, dessen Produkte unter der Marke Brita Vivreau geführt werden. 2010 ist Brita mit der Akquisition der Marke Enviva in den Markt der leitungsgebundenen Wasserspender eingestiegen. Der Erwerb der Mehrheit und später aller Anteile des führenden Spezialisten für leitungsgebundene Wasserspender, der Ionox Wasser-Technologie GmbH, ergänzte das bestehende Produktportfolio. Seit Frühjahr 2012 wurden der Ausbau und die Internationalisierung des Segments weiter vorangetrieben. Brita beteiligte sich an dem Anbieter für Wasserspender Vivreau in Großbritannien und seinen Schwestergesellschaften in den USA und Kanada.
Zudem hat Brita neben der Filterkartusche für den Tisch-Wasserfilter weitere Produktkonzepte und Filtermedien eingeführt. Dazu gehört auch die MicroDisc, ein Aktivkohlefilter. Parallel zur Entwicklung der Produktsegmente hat Brita auch neue Märkte erschlossen und weitere Tochtergesellschaften aufgebaut, z. B. 2002 in Spanien und 2004 in Italien. Die erste Tochtergesellschaft im asiatischen wurde 2006 in Japan gegründet. Weitere folgten mit 2013 mit Taiwan und China.
2020 erwarb Brita die Filltech GmbH aus Warburg, die sich auf die Abfüllung von handelsüblichen CO2-Kartuschen für Trinkwassersprudler spezialisiert hat.
Die Geschäftsführung der Brita-Gruppe besteht neben Markus Hankammer als Chief Executive Officer (CEO) aus Stefan Jonitz als Chief Financial Officer (CFO) und Rüdiger Kraege als Chief Sales Officer (CSO).

## Produkte für Endverbraucher
Das Produktportfolio von Brita kann sich von Land zu Land unterscheiden. Wichtige Gründe dafür sind, dass das Trinkwasser in den verschiedenen Regionen der Welt unterschiedlich beschaffen ist und die Verbraucher es auch unterschiedlich nutzen. Beispielsweise bietet Brita in Asien verstärkt Produkte für das Filtern und die Zubereitung von heißem Wasser an. Zu den Produkten für Endverbraucher gehören unter anderem Tisch-Wasserfilter, Wasserfilter-Flaschen, Wasserfilter-Karaffen, leitungsgebundene Systeme sowie Filterkartuschen speziell für Elektroklein- und -Großgeräte namhafter Hersteller, mit denen Kooperationen bestehen. Allen Produkten gemeinsam ist jedoch, dass sie ein Filtermedium wie eine Filterkartusche oder andere Filtermedien besitzen.

### Trinkwasserfilter

Geöffnete, verbrauchte MAXTRA-Filterkartusche

Für unterschiedliche Produkte bietet Brita verschiedene Filtermedien an, zum Beispiel Filterkartuschen. Deren Filtermischung besteht aus Ionenaustauschern und Aktivkohle. Entscheidend für die Filtration ist die Schwerkraft: Das Wasser fließt von oben nach unten durch die Kartusche und die integrierte Filtermischung. Der Aufbereitungsvorgang von Trinkwasser mit dieser Technik umfasst vier Schritte: Vorfiltration, Ionenaustausch, Aktivkohlefiltration und Partikelfiltration. Im ersten Schritt fließt das Wasser durch ein feines Filtergewebe. Beim Ionenaustausch werden Kalkgehalt und eventuell vorkommende Blei- oder Kupferbestandteile reduziert. Die Aktivkohlefiltration verringert geruchs- und geschmacksstörende Stoffe. Dies können bspw. Chlor und Chlorverbindungen sein. Im letzten Schritt, der Trapfiltration, nimmt ein Feingewebefilter Mischungspartikel heraus. Zu den Filterkartuschen auf Basis von Ionenaustauscher und Aktivkohle zählen neben der MAXTRA+ zum Beispiel auch ihr Vorgängermodell MAXTRA sowie das ältere Modell Classic. Bei normalem Gebrauch halten die Kartuschen dieser Systeme etwa 30 Tage. Für beide Filtersysteme gibt es mittlerweile auch günstigere Nachbauten von Fremdherstellern.
Darüber hinaus bietet das Unternehmen auch Produkte an, deren Hauptkomponente Aktivkohle ist. Das trifft zum Beispiel auf die Brita MicroDisc zu. Sie wird in Produkten für Endverbraucher eingesetzt, die hauptsächlich zur geschmacklichen Verbesserung von Wasser eingesetzt werden, wie die Brita Wasserfilter-Flaschen und -Karaffen.
Die Filter für Gewerbekunden sind komplexer aufgebaut als eine Filterkartusche für Verbraucher, doch Aktivkohle und Ionenaustauscher sind auch hier als wesentliche Grundbestandteile enthalten.

### Einsatz im Haushalt
Durch die Reduktion des Kalk- und Chlorgehalts soll der Trinkwasserfilter einen besseren Geschmack bei Heißgetränken erzielen. Kaffee und Tee sollen ihr volles Aroma entfalten und die Schlieren auf dem Tee verschwinden. Um diesen Effekt zu demonstrieren, zeigte Firmengründer Heinz Hankammer den „Teetest“. Dazu verglich er Tees, die mit gefiltertem und ungefiltertem Wasser gekocht wurden und eine Weile abgekühlt waren. Tee, der mit gefiltertem Wasser gekocht wird, bildet keine Schlieren.
Durch die Filtration wird die Karbonathärte im Trinkwasser reduziert und dadurch werden technische Geräte, die mit Trinkwasser betrieben werden, wie Heißwasserbereiter, Tee- und Kaffeemaschinen, Eierkocher oder Dampfbügeleisen vor Kalkablagerungen geschützt.

## Produkte für gewerbliche Nutzung
Brita hat zwei Schwerpunkte im B2B-Geschäft. Das sind zum einen Wasserfilter für Hotellerie, Gastronomie, Catering und Vending. Zum anderen sind es leitungsgebundene Wasserspender, die unter anderem in Unternehmen, in Bildungseinrichtungen und in Krankenhäusern sowie Pflegeheimen eingesetzt werden.

### Wasserfilter für die Gastronomie
Gastronomiebetriebe und Betreiber von Selbstbedienungsautomaten verwenden die Filterkartuschen beispielsweise zwischen der Wasserleitung und ihren Geräten, zum Beispiel Kaffee-, Espresso-, Spülmaschine oder Kombidämpfer. Die einzelnen Anwendungsbereiche (Kaffeezubereitung, Vending, Kochen und Garen, Backen, Spülen) benötigen unterschiedlich aufbereitetes Wasser. Um den Bedürfnissen der Kunden gerecht zu werden, werden für die unterschiedlichen Segmente passende Wasserfilter angeboten.
Bei der Zubereitung von Speisen und Getränken ist es wichtig, unerwünschte Reaktionen zwischen Wasserinhaltsstoffen und Getränken oder Speisen zu verhindern und das Wasser so zu optimieren, dass sich die den Lebensmittel eigenen Aromen bei der Weiterverarbeitung voll entfalten können, beispielsweise werden Chlor oder Chlorgeschmacksstoffe herausgefiltert. Beim Spülen geht es mehr um die Vermeidung von Schlieren und Flecken. Wichtig sind auch die unterschiedlichen Anwendungsbereiche: Gläser und Bestecke benötigen beim Spülen unter Umständen eine andere Wasserzusammensetzung als Weißgeschirr. Für alle Anwendungen ist der Schutz der hochwertigen Maschinen wichtig – dieser wird durch die optimale Mineralienzusammensetzung nach Einstellung des vorgeschalteten Filters erreicht. Die Reduzierung von Kalk und anderen Ablagerungen an sensiblen Geräteteilen fördert die Energieeffizienz und führt zu weniger Maschinenausfällen und Reparaturkosten.

### Leitungsgebundene Wasserspender
Unter einem Wasserspender versteht man im Allgemeinen einen Erfrischungsgetränkeautomaten, der Trinkwasser abgibt. Brita Wasserspender sind leitungsgebundene Wasserspender, das heißt an die Wasserleitung des Trinkwasserversorgungsnetzes angeschlossen (im Gegensatz zu z. B. nicht leitungsgebundenen Wasserspendern wie Gallonen).
Das Eingangswasser wird zunächst über einen Aktivkohlefilter von unangenehmen Geruchs- und Geschmacksstoffen befreit und dann im Gerät gekühlt beziehungsweise mit Kohlensäure versehen. Bei Varianten mit Heißwasserfunktion wird zusätzlich Wasser in einem Boiler erhitzt und steht somit zum Beispiel für die Zubereitung von Tee zur Verfügung. Die Ausgabe des Wassers erfolgt dann über die Betätigung des Bedienfels am Gerät beziehungsweise Zapfhahn. Wasserspender eignen sich für den Einsatz in verschiedenen Umgebungen. Dazu zählen vor allem: Unternehmen (z. B. Getränkeversorgung von Arbeitnehmern für Büroräume, Produktionshallen und Teeküchen sowie die Bewirtung von Konferenzräumen), Hotellerie, Catering und Gastronomie (z. B. Versorgung von Gästen mit in individualisierten Flaschen abgefüllten Wasser), Einrichtungen aus dem Gesundheitswesen (z. B. Kliniken und Pflegeheime zur Versorgung von Patienten und Mitarbeitern) und Bildungseinrichtungen (z. B. Kindergärten, Schulen und Universitäten).

## Kritik

### Kritik am Unternehmen
2012 wurde die Firma für die Kommerzialisierung der Trinkwasserversorgung von Schülern mit gleichzeitiger Erstellung von Nutzungsprofilen mit dem Big Brother Award in der Kategorie „Wirtschaft“. bedacht. Das Unternehmen hatte das so genannte Projekt Schoolwater in manchen öffentlichen Schulen eingeführt. Hierbei konnten Schüler in den jeweiligen Schulen Leitungswasser nur noch mit speziellen RFID-Flaschen zapfen, nachdem eine monatliche Gebühr für die Benutzung entrichtet wurde.
Das Unternehmen bezeichnete die 'Auszeichnung' in einer Stellungnahme als „nicht nachvollziehbar, da keine personenbezogenen Daten erhoben würden“.

### Kritik an der Technologie des Trinkwasserfilters
Die Filterkartuschen enthalten Kunststoff, Kohle und Harze und muss als Einwegprodukt regelmäßig ausgetauscht und im Restmüll entsorgt werden. Darüber hinaus entzieht der Filtervorgang dem Wasser viele ernährungsphysiologisch wichtige Calcium- und Magnesiumionen. Lebensmittelhersteller, die eine gesundheitsbewusste Klientel ansprechen wollen, werben mit einem hohen Gehalt gerade dieser Mineralstoffe in ihren Produkten. Andererseits hat die WHO festgestellt, dass der Hauptanteil an Calcium und Magnesium über feste Nahrung aufgenommen wird.
Weiter neigen die Kartuschen auch bei sachgemäßem Gebrauch zur Verkeimung. Der Hersteller versucht, diese Verkeimung zu reduzieren; dazu setzt er bei der Herstellung des in den Kartuschen enthaltenen Ionenaustauschers eine Silberverbindung ein. Eine Kontamination des Leitungswassers mit Silber kann daher nicht ausgeschlossen werden, auch wenn die WHO in ihren „Guidelines for Drinking Water Quality“ feststellt, dass es bei der maximal zu erwartenden Silberaufnahme über Wasser und Essen nicht zu kritischen Werten kommen kann. In deutschen Wasserwerken darf nach der Trinkwasserverordnung Silber nicht zur Desinfektion eingesetzt werden. Da das aufbereitete Wasser jedoch nicht mehr der Trinkwasserverordnung, sondern lediglich dem Lebensmittel-, Bedarfsgegenstände- und Futtermittelgesetzbuch unterliegt, gelten hier andere gesetzliche Grundlagen. Nach einer Veröffentlichung des Umweltbundesamtes werden von Brita 140 kg Silber pro Jahr verarbeitet, „davon werden je nach Kartuschentyp jährlich zwischen 26 und 43 kg ausgewaschen, es gelangt Silber in Konzentrationen von 0,019 bis 0,05 mg/l in das gefilterte Wasser. Der Rest verbleibt in den Kartuschen und wird nach der Rücknahme durch Brita in der firmeneigenen Anlage recycelt“.
Der Hersteller verspricht auch Reduzierung des Bleigehaltes im Leitungswasser. Das ist jedoch nur dort von Bedeutung, wo noch Bleirohre verlegt sind, was zumindest in Deutschland mittlerweile die Ausnahme ist.